# نبرد اسکندر در ایسوس
نبرد اسکندر در ایسوس (به آلمانی: Alexanderschlacht) یک نقاشی رنگ روغن بر روی بوم است که در سال ۱۵۲۹ توسط هنرمند آلمانی، آلبرشت آلتدورفر (حدود ۱۵۳۸–۱۴۸۰)، از پیشگامان منظره‌نگاری و یکی از بنیانگذاران مدرسه دانوب نقاشی شده‌است. این نقاشی، نبرد ایسوس در سال ۳۳۳ پیش از میلاد را به تصویر می‌کشد که در آن اسکندر مقدونی پیروزی قاطعی را بر داریوش سوم تحمیل کرد و اهرم مهمی در لشکرکشی خود علیه شاهنشاهی هخامنشی به دست آورد. این نقاشی به عنوان شاهکار برجستهٔ آلتدورفر شناخته شد و یکی از نقاشی‌های مشهور منظره دوران رنسانس به‌شمار رفت که در آن، زیبایی منظره به شکل بی‌نظیری باشکوه به تصویر کشیده شده‌است.
دوک ویلیام چهارم باواریا «نبرد اسکندر در ایسوس» را در سال ۱۵۲۸ به عنوان بخشی از مجموعه ای از قطعات تاریخی که قرار بود در اقامتگاهش در مونیخ آویزان شود، سفارش داد. مفسران مدرن اظهار می‌کنند که این نقاشی، از طریق استفاده فراوان از زمان‌پریشی، قصد تشبیه پیروزی قهرمانانه اسکندر در ایسوس را به درگیری معاصر اروپا با امپراتوری عثمانی داشته‌است. به ویژه، شکست سلیمان یکم در محاصره وین ممکن است الهام بخش آلتدورفر بوده باشد. در آسمان خارق‌العادهٔ آن می‌توان به وضوح حضور یک جنبش روحانیِ پنهانی را مشاهده کرد. این احتمالاً از پیشگویی‌های دانیال و نگرانی معاصر در کلیسا در مورد آخرالزمان قریب‌الوقوع الهام گرفته شده‌است. «نبرد اسکندر در ایسوس» و چهار مورد دیگر که بخشی از مجموعه اولیه ویلیام بودند در موزه هنری آلته پیناکوتک در مونیخ نگهداری می‌شوند.

## موضوع نقاشی

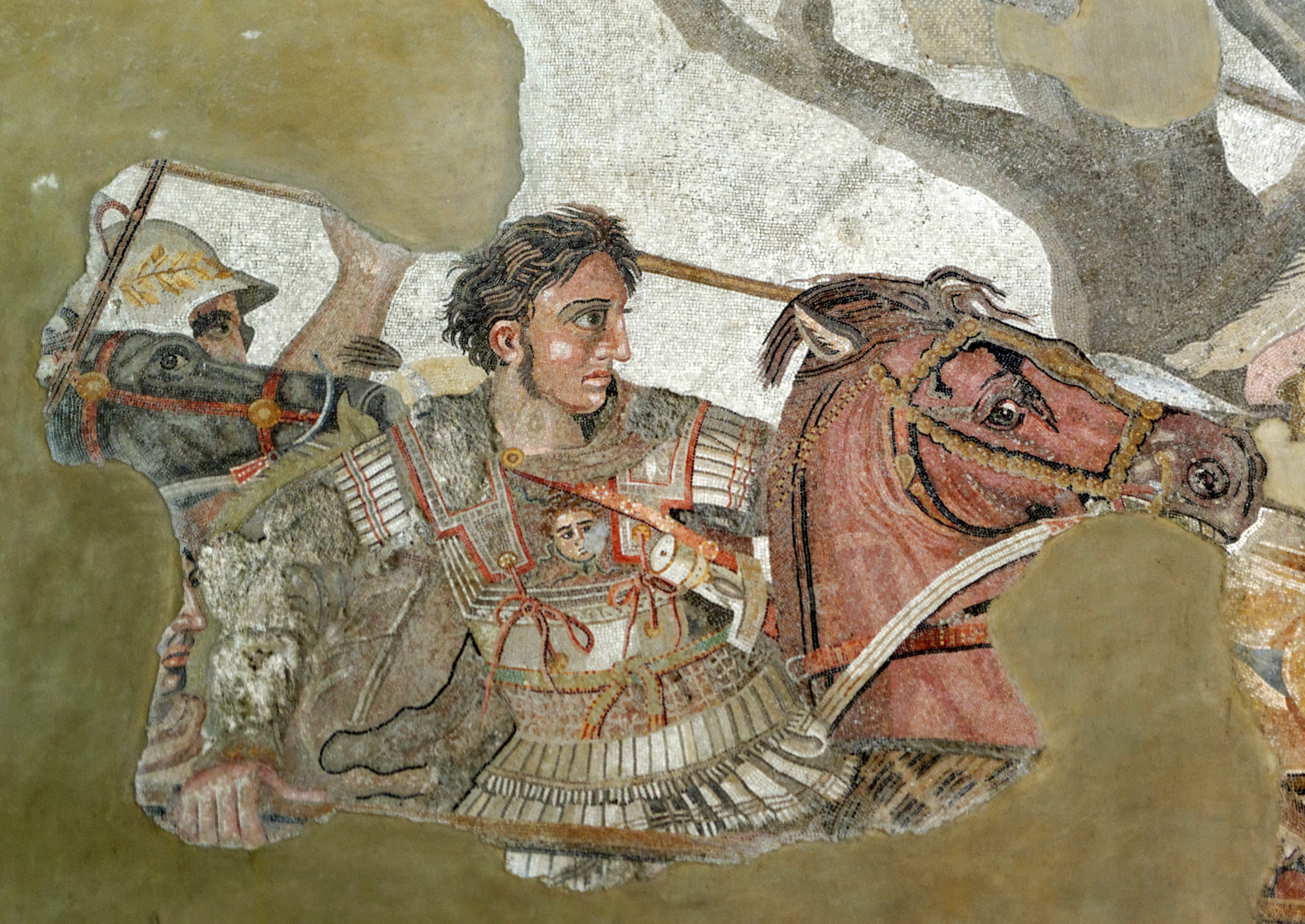
جزئیات اسکندر مقدونی از موزاییک اسکندر. ۱۰۰ سال پیش از میلاد

اسکندر سوم مقدونی (۳۲۳–۲۵۶ پیش از میلاد)، معروف به اسکندر کبیر، پادشاه مقدونیه باستان بود که از سال ۳۳۶ پیش از میلاد تا زمان مرگش سلطنت کرد. او به‌طور گسترده به عنوان یکی از بزرگ‌ترین متخصص‌های فنون جنگی و استراتژیست‌های نظامی در تاریخ شناخته شده و در جنگ شکست ناپذیر فرض شده‌ است. او که به رهبری نظامی و کاریزما مشهور بود، همیشه ارتش خود را شخصاً رهبری می‌کرد و به صفوف مقدم نبرد می‌رفت. او با فتح شاهنشاهی هخامنشی و متحد کردن یونان باستان، مصر باستان و بابل، بزرگ‌ترین امپراتوری جهان باستان را به وجود آورد و باعث گسترش هلنیسم در سراسر آسیا و شمال آفریقا شد.
اسکندر لشکرکشی خود را برای فتح شاهنشاهی هخامنشی در بهار ۳۳۴ پیش از میلاد آغاز کرد، او پس از آرام کردن جنگ‌های وحشتناک داخلی میان ایالت‌های یونانی، قدرت نظامی خود را تثبیت کردداریوش سوم، پادشاه ایران، در اولین ماه‌های عبور مقدونی‌ها به قلمرو خود در آسیای صغیر، حضور ۴۰٬۰۰۰ سرباز اسکندر را تا حد زیادی نادیده گرفت. نبرد گرانیک که در ماه مه انجام شد، اولین تلاش بزرگ ایران برای مقابله با مهاجمان بود، اما منجر به پیروزی آسان اسکندر شد. در طول سال بعد، اسکندر ساتراپی‌های در مسیر خود را مجبور به تسلیم کرد و با این کار اکثر مناطق غربی و ساحلی آسیای صغیر را به تصاحب خود درآورد. او به لشکرکشی درون مرز ایران ادامه داد و از طریق فریگیه به سمت شمال شرقی رفت و سپس به سمت جنوب شرقی به سمت کیلیکیه چرخید. پیشروی اسکندر پس از عبور از دروازه‌های کیلیکیه در ماه اکتبر به دلیل تب در طرسوس متوقف شد. در همین حال داریوش ارتشی بالغ بر ۱۰٬۰۰۰ نفر را گرد آورد (برخی منابع باستانی ارقام اغراق‌آمیز بیش از ۶۰۰٬۰۰۰ نفر را بیان می‌کنند) و شخصاً آن را بر دامنه‌های شرقی کوه‌های آمانوس هدایت کرد. در اوایل نوامبر، هنگامی که اسکندر از مالوس از طریق ایسوس به سمت خلیج اسکندرون حرکت کرد، دو ارتش به‌طور ناخواسته از سمت‌های مخالف کوه‌ها به یکدیگر نزدیک شدند. این قطعاً به نفع داریوش بود: اکنون در پشت سپاه اسکندر قرار داشت و توانست پیشروی اسکندر را متوقف کند و خطوط تدارکاتی که اسکندر در ایسوس برپا کرده بود را مسدود نماید. زمانی که اسکندر در منطقه میریاندروس، یک بندر در سواحل جنوب شرقی خلیج اسکندرون، ارتش ایرانی را متوجه موقعیت خود کرد بلافاصله به مسیر خود به سمت رودخانه پیناروس، در جنوب ایسوس برگشت تا نیروی داریوش که در ساحل شمالی رودخانه جمع شده بودند را پیدا کند. نبرد ایسوس آغاز شد.

شرایط اولیه در نبرد ایسوس. رودخانه پیناروس جنگجویان را از هم جدا می‌کند و ایسوس 7 mi به سمت شمال. سواره نظام در سواحل خلیج اسکندرون (یا خلیج ایسوس) در دو طرف متمرکز است. اسکندر خود را وقف یک رویکرد درست با سواره نظام همراه خود می‌کند و دفاع کوهپایه ایرانی را از بین می‌برد.

پاسخ اولیه داریوش تدافعی بود: او بلافاصله ساحل رودخانه را با چوب‌هایی پر کرد تا مانع عبور دشمن شود. یک جبهه اصلی از سربازان مزدور یونانی خائن و محافظان سلطنتی ایرانی تشکیل شد؛ همان‌طور که برای پادشاهان ایرانی رایج بود، داریوش خود را در مرکز جبهه اصلی قرار داد تا بتواند به بهترین شکل دستورهای خود را به هر قسمت از ارتش بزرگ خود ارسال کند. یک گروه از نیروی پیادهٔ سبک ایرانی فوراً به سوی کوهپایه‌ها اعزام شدند، زیرا مشکوک بودند که اسکندر از سمت راست و دور از ساحل به آنها نزدیک می شود. انبوهی از سواره نظام به فرماندهی نبرسان، جناح راست ایرانی‌ها را اشغال کردند.
اسکندر پیشروی محتاطانه و آهسته‌ای انجام داد و قصد داشت استراتژی خود را بر اساس ساختار نیروهای ایرانی قرار دهد. او گروهی از سواره نظام همراه خود را در جناح راست رهبری کرد، در حالی که سواره نظام تسالیایی‌اش برای مقابله با یگان سوارهٔ نبرسان به جناح چپ اعزام شده بودند. اسکندر با آگاهی از اهمیت کوهپایه‌ها در جناح راست خود، گروهی از پیاده‌نظام، کمانداران و سواره نظام‌ها را فرستاد تا دفاعی را که داریوش در آنجا مستقر کرده بود، جابه‌جا کند. این کار موفقیت‌آمیز بود، ایرانیانی که کشته نشدند مجبور شدند به بخش بالاتر کوه‌ها پناه ببرند.
وقتی اسکندر در بُرد پرتابهٔ دشمن قرار گرفت، دستور حمله را صادر کرد. او رهبری حمله‌ی سواره نظام کاملاً مسلح خود را بر عهده داشت که در جناح چپ ایرانی شکاف عمیقی ایجاد کرده بودند. جناح چپ مقدونی به فرماندهی پارمنیون در همین حین توسط سواره نظام بزرگ نبرسان عقب رانده شد. فالانژ مرکزی مقدونی‌ها از رودخانه گذشت و با مزدوران یونانی خائن که در جلوی ارتش داریوش بودند درگیر شد. با پیشروی بیشتر سواره نظام همراه اسکندر به جناح چپ ایرانیان، این خطر به وجود آمد که داریوش از شکافی که بین اسکندر و بقیه ارتشش ایجاد شده بود، سوء استفاده کند. اسکندر وقتی مطمئن شد که جناح چپ فلج شده و دیگر تهدیدی ندارد، با حرکت دادن نیروهایش برای حمله به مرکز نیروهای ایرانی، وضعیت را اصلاح کرد. جبهه‌ی اصلی ایرانیان که قادر به تحمل فشار اضافی نبود، مجبور شد از ساحل رودخانه عقب‌نشینی کند و به فالانژ مقدونی اجازه داد به پیشروی خود ادامه دهد و فشار بر جناح چپ پارمنیون برداشته شد.
داریوش و لشکریانش که متوجه شدند یورش سواره نظام اسکندر غیرقابل توقف است، فرار کردند. بسیاری از آنها در فشار توسط کسانی که با آنها در فرار همراهی کردند زیر پا له شدند یا با اسب‌های خود سقوط کردند. برخی به مناطق دور افتاده‌ای مانند مصر گریختند و برخی دیگر با داریوش در شمال متحد شدند. اسکندر با شروع تاریکی تقریباً به پیش از ۲۰ کیلومتر (۱۲ مایل) تعقیب و گریز پایان داد؛ سپس ارتش خود را فراخواند و به دفن مردگان پرداخت. خانواده داریوش در اردوگاه ایرانیان جا مانده بودند. گزارش شده‌است که اسکندر با آنها خوب رفتار کرد و به آنها از امنیت داریوش اطمینان داد. ارابه‌ی سلطنتی داریوش در یک چاله پیدا شد، همچنین کمان و سپر او نیز در همان محل یافت شد.
منابع باستانی ارقام متفاوتی از تلفات نبرد ایسوس ارائه می‌دهند. پلوتارک و دیودور سیسیلی توسط کوئینتوس کورتیوس روفوس گزارش کرده‌اند که در مقایسه با ۴۵۰ کشته مرد مقدونی، تقریباً ۱۰۰٬۰۰۰ مرد پارسی کشته شده‌اند. در هر صورت احتمال کشته شدن ایرانیان در هنگام فرار بیشتر از نبرد بوده‌است. بطلمیوس یکم، که در طول نبرد به اسکندر خدمت می‌کرد، نقل می‌کند که چگونه مقدونی‌ها در طول تعقیب و گریز از دره‌ای از روی اجساد دشمنان خود عبور کردند.
فتح ایران توسط مقدونیه تا سال ۳۳۰ پیش از میلاد زمانی که داریوش کشته شد و اسکندر عنوان پادشاهی را از او گرفت، ادامه یافت. اسکندر در سال ۳۲۳ پیش از میلاد پس از آنکه از عملیات نظامی در شبه قاره هند بازگشت، درگذشت. علت مرگ او همچنان موضوع بحث است.

## پیش‌زمینه

### کار قبلی

سنت جورج در جنگل (۱۵۱۰)

آلبرشت آلتدورفر به عنوان یکی از بنیان‌گذاران هنر منظره‌نگاری غرب شناخته می‌شود. او یک نقاش، اتاق‌کار، معمار و حکاک و مدیر مدرسه هنر دانوب آلمان بود. همان‌طور که در نقاشی‌هایی مانند سنت جورج در جنگل (۱۵۱۰) و تمثیل (۱۵۳۱) او مشهود است، بسیاری از نقاشی‌های آلتدورفر که به تصویر کشیدن مناظر گسترده وسیع معروف است، افراد داخل تصویر را نسبت به خودشان بسیار کوچک می‌کند؛ «نبرد اسکندر در ایسوس» نیز بیانگر این جنبه از سبک او است. با اشاره به اثری به نام «سنت جورج و اژدها»، تاریخ‌نگار هنری، مارک دبلیو. راسکیل می‌گوید: «جزئیات جنبندهٔ مناظر [در آثار آلتدورفر] بازی شده و با زیبایی مزین شده تا با حس محیطی منزوی و غیر مهمان نواز طنین انداز شود». آلتدورفر از سفرهای خود به اطراف آلپ‌های اتریش و رودخانه دانوب، الهام گرفته بود و چندین منظره‌ای که هیچ انسانی در آن‌ها وجود نداشت، نقاشی کرد، از جمله "منظره با پل عابر پیاده" (حدود سال ۱۵۱۶) و "منظره دانوب در نزدیکی رگنسبورگ" (حدود سال‌های ۲۵–۱۵۲۲). این‌ها اولین مناظر خالص از دوران باستان بودند. بیشتر مناظر آلتدورفر برخلاف تصور مدرن این ژانر با فرمتی عمودی ساخته شده‌اند. منظره افقی ابتکار هنری هنرمند معاصر فلاندری آلتدورفر یعنی یواکیم پاتینیر و پیروان او بود.

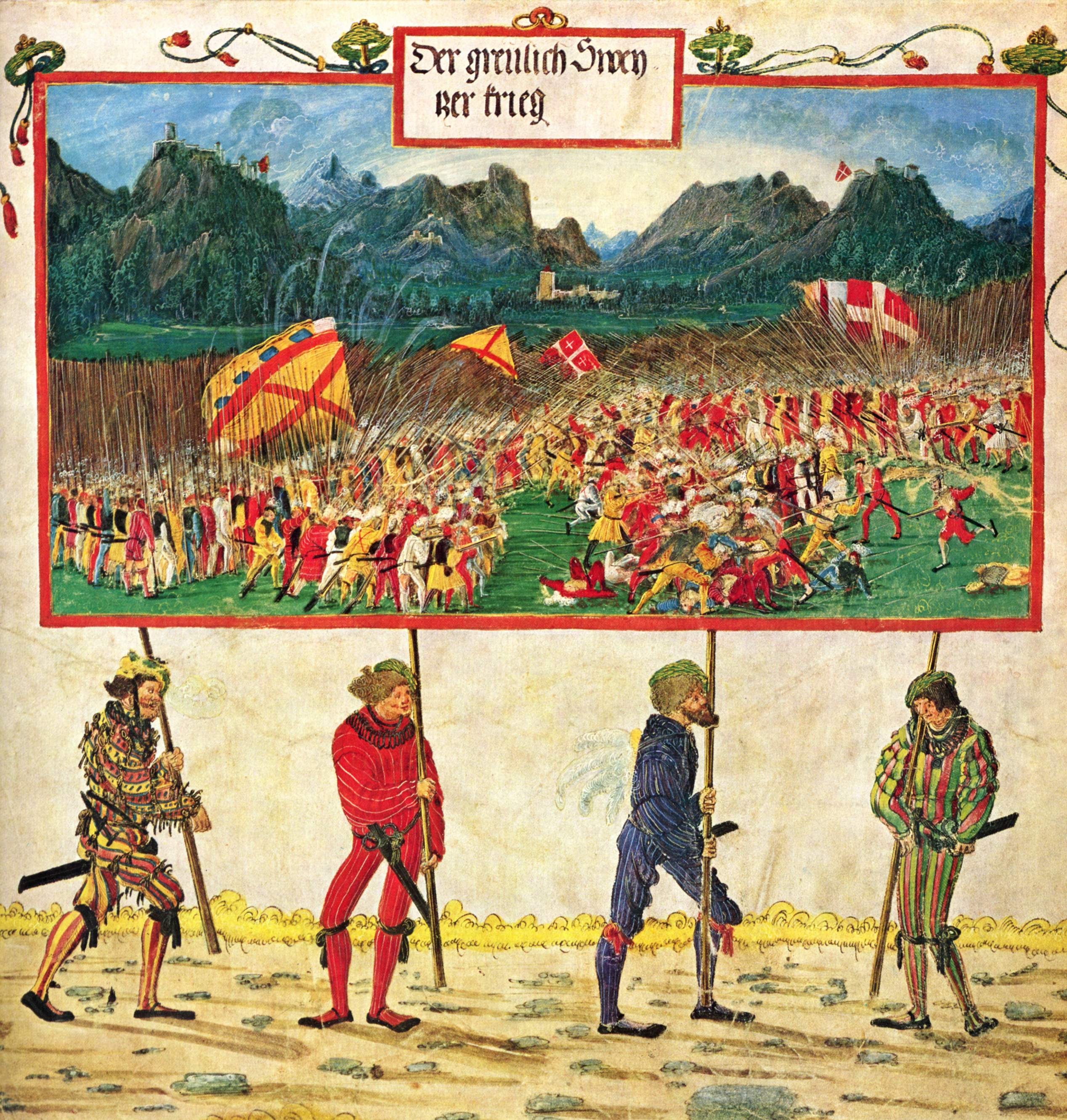
مینیاتوری از صفوف پیروزی (۱۵۱۲–۱۵۱۶)

آلتدورفر همچنین آثار هنری مذهبی فراوانی را در انعکاس مذهب کاتولیک خود تولید کرد. متداول‌ترین موضوعات او مریم باکره و زندگی و مصلوب شدن مسیح بود. مانند نبرد اسکندر در ایسوس، این نقاشی‌ها اغلب دارای تنظیماتی باشکوه و باعظمت هستند و از آسمان برای انتقال معنای نمادین استفاده می‌کنند. این معنا در سراسر مجموعه آلتدورفر یکسان نیست؛ برای مثال، نمای غروب خورشید به معنای از دست دادن و تراژدی در تابلو عذاب در باغ است، اما به عنوان «نماد قدرت و شکوه» در «نبرد اسکندر در ایسوس» عمل می‌کند.
لری سیلور از بولتن هنر توضیح می‌دهد که «نبرد اسکندر در ایسوس» هم مشابه و هم در تضاد مستقیم با آثار قبلی آلتدورفر است: «به جای چشم‌انداز صلح آمیز عقب‌نشینی برای رویدادهای مسیحی یا شخصیت‌های مقدس، این پانل دقیقاً برعکس آن را ارائه می‌دهد: میدان جنگ برای یکی از اصلی‌ترین برخوردهای عصر باستان… با این حال، با وجود ابعاد جهانی یا کیهانی‌اش، نبرد ایسوس همچنان شبیه مناظر عقب‌نشینی اولیه و متفکرانه آلتدورفر است که با قله‌های پرتگاه، توده‌های آب و قلعه‌های دوردست کامل شده‌است.»
اگرچه نبرد اسکندر از نظر اندازه و به دلیل اینکه جنگ را به تصویر می‌کشد، برای آلتدورفر غیرمعمول است، اما روند پیروزی او - یک نسخه تذهیب در سال‌های ۱۶–۱۵۱۲ به سفارش ماکسیمیلیان یکم از امپراتوری مقدس روم - سفارش داده شده‌ بود به عنوان یک پیشینه مفهومی توصیف شده‌است. این روند به همراه پیروزی ماکسیمیلیان، یک سری از مجموعه‌ای متشکل از ۱۳۷ قطعه چوبی که به‌طور مشترک توسط آلتدورفر، هانس اسپرینگینکلی، آلبرشت دورر، لئونهارد بک و هانس شوفلین اجرا شده‌اند، تولید شد.

### تأثیرگذاری و کمیسیون

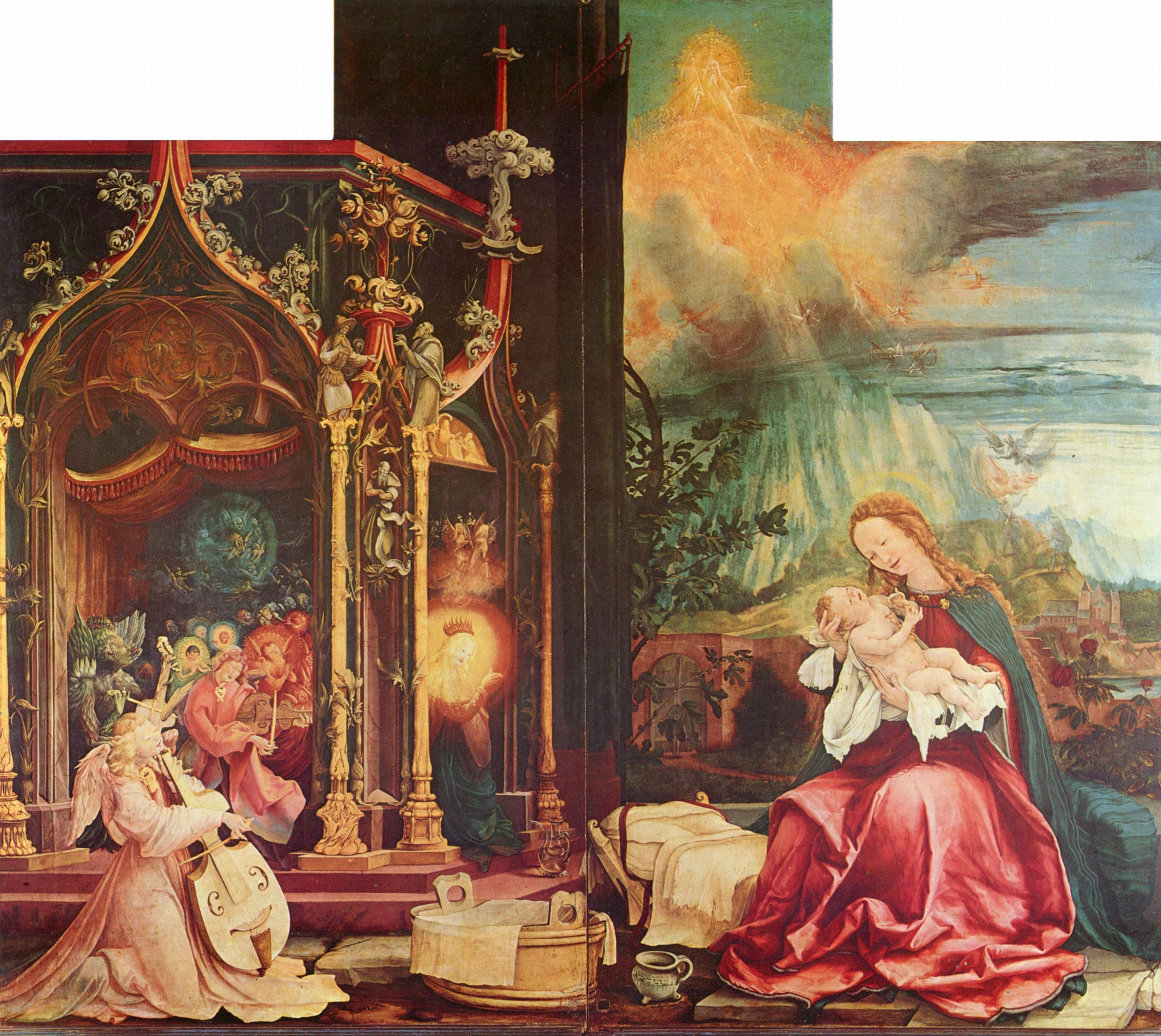
میزبان بهشتی بر فراز باکره و کودک (حدود ۱۵۱۵) اثر ماتیاس گرونوالد

مهم‌ترین تأثیر آلتدورفر از هنرمندان معاصر ماتیاس گرونوالد (حدود۱۵۲۸–۱۴۷۰) بود. هورست دبلیو. جانسون تاریخ‌نگار هنر، خاطرنشان کرد که نقاشی‌های آنها "همان تخیلِ "سرکش" را نشان می‌دهد. عناصر نبرد اسکندر در ایسوس (به ویژه آسمان) با «میزبان بهشتی بر فراز باکره و کودک» اثر گرونوالد مقایسه شده‌است که بخشی از شاهکار او، محراب ایزنهایم را تشکیل می‌دهد. لوکاس کراناخ پدر (۱۵۵۳–۱۴۷۲)، به عنوان یک هنرمند مرتبط با مدرسه دانوب، تأثیر مهمی بر روی آلتدورفر داشت. به گفته راسکیل، آثار کراناخ از حدود ۱۵۰۰ «نقشِ برجسته ای به تنظیمات منظره می‌دهند و از آنها به عنوان پس زمینه‌های تقویت کننده خلق و خو برای پرتره‌ها، و برای تصاویر گوشه نشینان و قدیسان رویایی استفاده می‌کنند» و به نظر می‌رسد که «نقش آماده‌سازی» برای شروع چشم‌انداز خالص دارد آلتدورفر بیشتر سبک خود، به ویژه در آثار هنری مذهبی خود را مدیون آلبرشت دورر (۱۵۲۸–۱۴۷۱) است. لری سیلور می‌نویسد که "استفاده آلتدورفر از مناظر متقاعد کننده آلمانی، در ترکیب با پدیده‌های آسمانی برای روایتِ دینیِ خود" به شکل محکمی به یک سنت مدل «آلبرشت دورر» گره خورده‌است".
ویلیام چهارم، دوک باواریا، نبرد اسکندر در ایسوس را در سال ۱۵۲۸ سفارش داد. آلتدورفر در آن زمان تقریباً ۵۰ سال سن داشت و در شهر آزاد امپراتوری رگنسبورگ زندگی می‌کرد. در نتیجه بیش از یک دهه همکاری با شورای شهر رگنسبورگ، آلتدورفر در ۱۸ سپتامبر ۱۵۲۸ به سِمَت بورگومستر پیشنهاد شد. او این سمت را نپذیرفت؛ سالنامه شورا استدلال او را اینگونه گزارش کرد: «او بسیار مایل است که یک کار ویژه در بایرن برای اعلیحضرت و لورد مهربانم، دوک [ویلیام] اجرا کند.» ویلیام احتمالاً این نقاشی را برای خانه تفریحی تابستانی تازه ساخته خود در محوطه کاخ خود در مونیخ، تقریباً در ۶۰ مایلی (۹۷ کیلومتر) جنوب رگنسبورگ می‌خواست. در آنجا قرار بود در کنار هفت تابلوی دیگر با قالب و موضوع مشابه آویزان شود، از جمله «شهادت مارکوس کورتیوس» اثر لودویگ رفینگر، «محاصره آلیزیا» اثر ملکیور فسلن و نقاشی «نبرد کانای» اثر هانس بورگکمیر (1531-1473). هشت مورد دیگر که هر کدام یک زن مشهور از تاریخ را به تصویر می‌کشیدند، بعداً به دستور همسر دوک، ژاکوبای بادن، به مجموعه اضافه شد. سوزانا و بزرگان آلتدورفر (۱۵۲۶) از جمله این آثار بود.

### تصویرهای قبلی

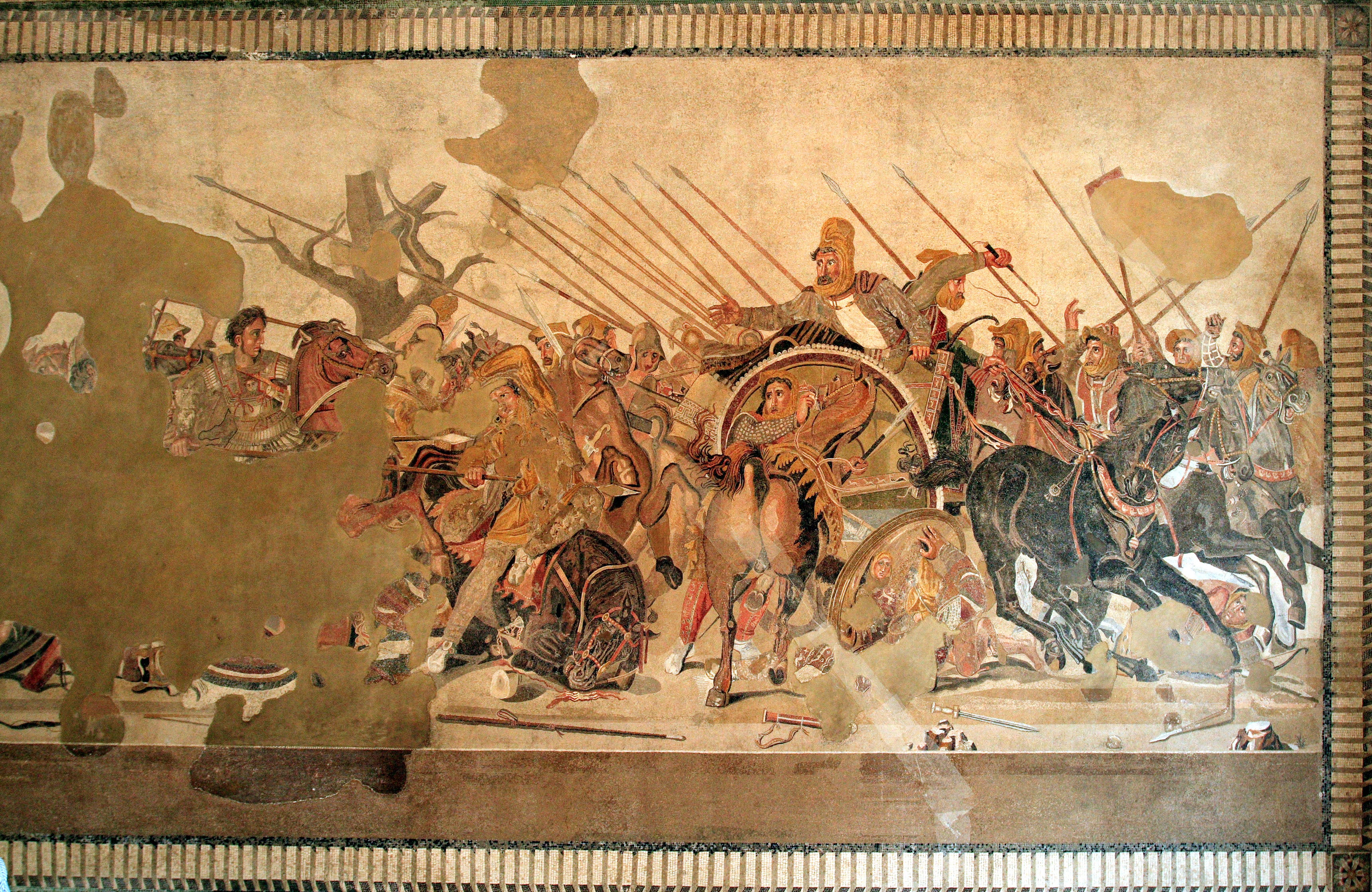
موزاییک اسکندر، همان‌طور که در موزه ملی باستان‌شناسی ناپل دیده می‌شود

تصاویر اولیه از نبرد ایسوس اندک هستند. یکی از این تصاویر، نقاشی دیواری نبرد ایسوس، نقاشی دیواری فیلوکسنوس ارتریا است که احتمالاً در سال‌های حدود ۳۱۰ پیش از میلاد برای کاساندر (حدود ۳۵۰–۲۹۷ پیش از میلاد)، که یکی از جانشین‌های اسکندر بزرگ بود، نقاشی شد. در این تصویر، اسکندر و داریوش، که هر یک به اندازه یک نیزه از دیگری فاصله دارند، در میان گروهی از سربازان سوار و سرنگون شده به تصویر کشیده شده‌اند. در حالی که اسکندر هاله‌ای از اعتماد به نفس تزلزل ناپذیر را در چهره اش حفظ می‌کند، ترس در چهره داریوش نقش بسته‌است و ارابه سوار او برگشته‌است تا اسب‌هایش را مهار کند و فرار کند. پلینوس، نویسنده رومی و فیلسوف طبیعی، ادعا کرد که تصویرسازی فیلوکسنوس از این نبرد «بی‌نظیر» است. برخی از منتقدان معاصر نیز اظهار می‌کنند که «نبرد ایسوس» ممکن است کار فیلوکسنوس نباشد، بلکه کار هلنا از مصر باشد. او یکی از محدود نقاشان زنی است که ممکن است در یونان باستان کار کرده باشد و شهرت دارد که تصویری از نبرد ایسوس را در معبد صلح به دوران وسپاسین نقاشی کرده‌است.
موزاییک اسکندر، یک موزاییک کفی است که احتمالاً از حدود سال ۱۰۰ پیش از میلاد قدمت دارد و به عنوان یک «نسخه نسبتاً دقیق» از نبرد ایسوس تلقی می‌شود، اما نظر دیگری معتقد است که ممکن است به جای آن یک کپی از اثری باشد که توسط اَپلِس از کوس، که نقاشی‌های مختلفی از اسکندر بزرگ کشیده بود، نقاشی شده باشد. این موزاییک ابعادی برابر با ۵٫۸۲ متر در۳٫۱۳ متر دارد و حدود ۱٫۵ میلیون تسرا (کاشی رنگی) دارد، که هر کدام از تسراها حدود ۳ میلیمتر مربع هستند. نام موزائیست این اثر ناشناس است. از آنجایی که این موزاییک تا سال ۱۸۳۱ کشف نشده بود و بعدا در زمان کاوش‌های خانهٔ فاون در پمپئی کشف شد، آلتدورفر هرگز نمی‌توانسته آن را دیده باشد. این اثر بعدها به موزه ملی باستان‌شناسی ناپل، در ناپل ایتالیا منتقل شد و در حال حاضر در آنجا نگهداری می‌شود.

## رنگ آمیزی

### شرح

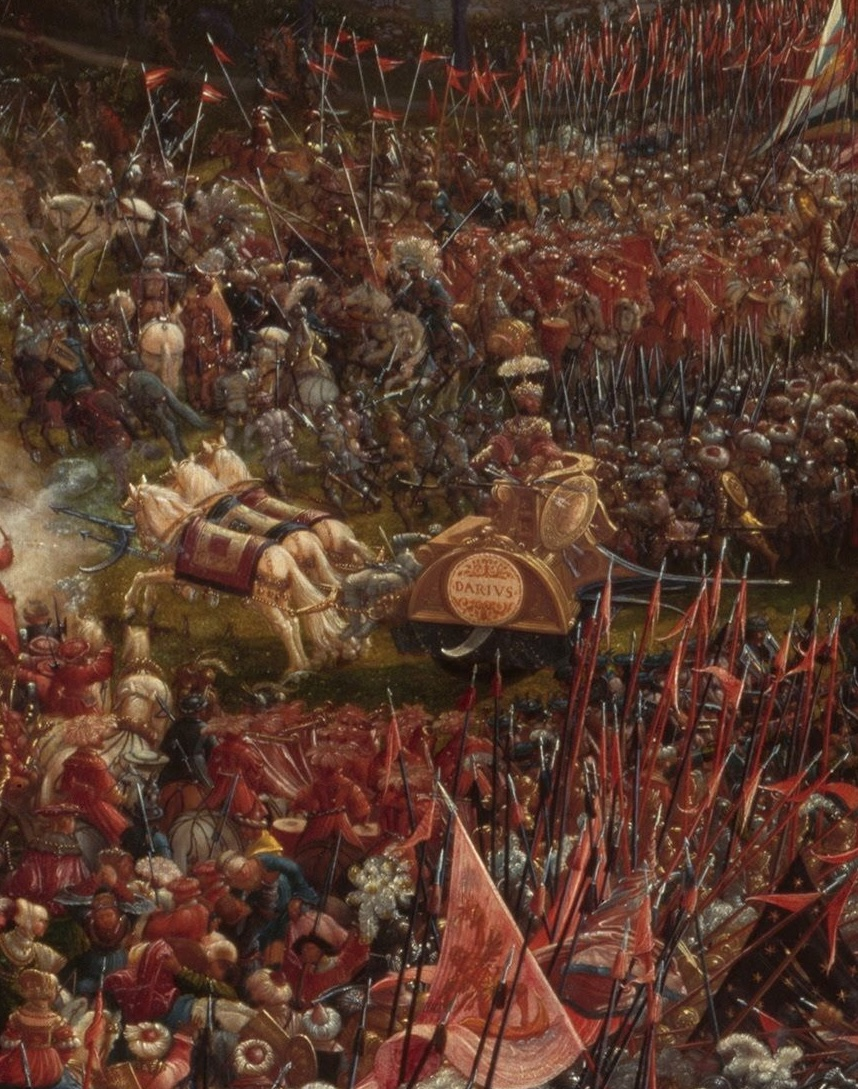
جزئیات داریوش سوم ایرانی در حال گریز

نبرد اسکندر در ایسوس، بر روی تابلویی از چوب نمدار به ابعاد ۱۵۸٫۴ در ۱۲۰٫۳ سانتیمتر (۶۲٫۴ در ۴۷٫۴ اینچ) نقاشی شده‌است، و لحظه پیروزی اسکندر مقدونی را به تصویر می‌کشد. فرمت عمودی بر اساس فضای موجود در اتاقی که نقاشی برای آن سفارش داده شده بود، تعیین شد، همچنین هر کدام از مجموعه هشت تایی ویلیام به یک اندازه ساخته شده بودند. در تاریخ نامعلومی، پانل از همه طرف، به ویژه در بالا، بریده شده است، بنابراین آسمان اصلی بزرگتر بود و ماه از گوشه‌ی صحنه دورتر. در این اثر از منظری غیرممکن به صحنه نزدیک می‌شویم در ابتدا فقط چند قدمی درگیری، پرسپکتیو به تدریج بالا می‌رود تا دریاها و قاره‌ها را در پس‌زمینه و در نهایت انحنای خود زمین را در بر بگیرد.
هزاران سواره‌نظام و نیروهای پیاده‌نظام که در دریایی از تیغه‌ها و نیزه‌ها غوطه‌ور شده‌اند، در پیش‌زمینه حضور دارند. این دو ارتش با لباسشان متمایز می‌شوند، هرچند غیرهماهنگ است: در حالی که مردان اسکندر خود و اسب‌هایشان لباس‌های کاملی از زره‌های سنگین پوشیده‌اند، بسیاری از سربازان داریوش عمامه به سر دارند و درحالی که برهنه هستند، سواری می‌کنند. پیکرهای بسیاری از سربازان کشته شده زیر پاها قرار دارند. جبهه‌ای از جنگجویان مقدونی در مرکز به نیروهای دشمن در حال فروپاشی فشار می‌آورند که؛ از میدان نبرد از جناح چپ دوری می‌جویند. پادشاه ایرانی سوار بر ارابه سه‌گانهٔ خود به نیروهایش می‌پیوندد و توسط اسکندر و سواره نظام همراهش که لباس همسان پوشیده‌اند به سختی تعقیب می‌شوند. مسیر سربازان از میدان نبرد با شیب ملایم به سمت اردوگاه و چشم‌انداز شهر کنار آب ادامه می‌یابد و به سمت ارتفاعات کوهستانی در مرکز صحنه حرکت می‌کند.
در دورترین بخش تصویر، دریای مدیترانه و جزیره قبرس دیده می‌شود. در اینجا، یک انتقال در رنگ انجام می‌شود؛ از طیف‌های قهوه‌ای که در نیمه پایینی نقاشی غالب هستند به رنگ‌های آبی که نیمه بالایی را اشباع می‌کنند. رودخانه نیل در دوردست‌ها پیچ می‌خورد و هفت بازوی خود را در دلتای نیل به سمت دریای مدیترانه خالی می‌کند. جنوب قبرس شبه جزیره سینا است که پل زمینی بین آفریقا و آسیای جنوب غربی را تشکیل می‌دهد. دریای سرخ در دورترین نقطه‌ها قرار گرفته‌است، که در نهایت با افق منحنی، با محیط‌های کوهستانی به سمت چپ و راست خود، ادغام می‌شود.

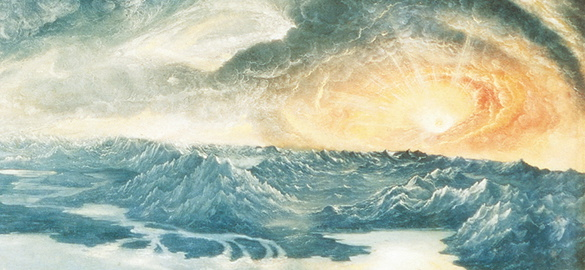
جزئیات خورشید و رودخانه نیل

آسمانی خشن، که به واسطهٔ دوگانگی بین غروب خورشید و هلال ماه گرفتار شده‌است، بیش از یک سوم از نقاشی را به خود اختصاص داده‌است. ابرهای سنگین بارانی که به اطراف هر یک از اجرام آسمانی پیچیده‌اند، با شکافی از آرامش از هم جدا می‌شوند، که تضاد را تشدید می‌کند و آسمان را با یک تابش غیرزمینی پُر می‌کند. نور آسمانی روی مناظر زمینی ریخته‌شده‌است: در حالی که قاره غربی و نیل در نور خورشید غوطه ور هستند، شرق و برج بابل در سایه پنهان شده‌اند.

موضوع نقاشی در لوح معلق در آسمان توضیح داده شده‌است. متن آن احتمالاً توسط یوهانس آونتینوس، تاریخ‌نگار دربار ویلیام، ارائه شده بود که ابتدا آلمانی بود، اما بعدها با یک کتیبه لاتین جایگزین شد. ترجمه آن این‌گونه است:
اسکندر کبیر آخرین داریوش را شکست داد، در میان صفوف پارسیان، پس از کشته شدن ۱۰۰٬۰۰۰ پیاده‌نظام و بیش از ۱۰٬۰۰۰ سواره نظام، در حالی که شاه داریوش توانست با بیش از ۱۰۰۰ سوار فرار کند، مادر، همسر و فرزندانش اسیر شدند.
هیچ تاریخی برای نبرد در کنار این آمار تلفات ارائه نشده‌است. گوشه پایین سمت چپ دارای مونوگرام Altdorfer است - یک "A" در یک "A" - و لبه پایینی تابلو با "ALBRECHT ALTORFER ZU REGENSPVRG FECIT" به معنی («آلبرشت آلتدورفر از رگنسبورگ [این را] ساخته‌است»). نوشته شده‌است. نوشته‌های کوچک روی ارابه و تسمه آنها به ترتیب نشان دهنده داریوش و اسکندر است. هر ارتش دارای پرچمی است که هم تعداد نیروی کل و هم تلفات آتی آن را گزارش می‌کند.

### تحلیل و تفسیر

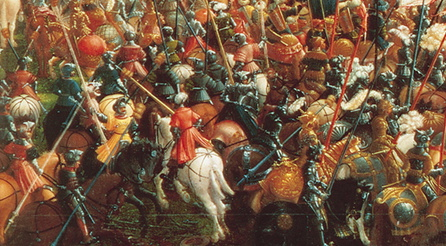
جزئیات سربازان هر دو ارتش. راینهارت کوسلک می‌گوید که ایرانیان «از پا تا عمامه‌شان» به ترک‌های قرن شانزدهم شباهت دارند.

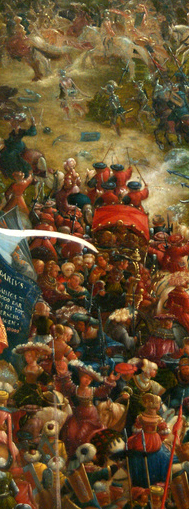
جزئیات زنان در میدان جنگ

آناکرونیسم یا ناهماهنگی زمانی، جزء اصلی «نبرد اسکندر در ایسوس» است. آلتدورفر با پوشاندن زره‌های فولادی قرن شانزدهم به مردان اسکندر و لباس جنگ ترکی به مردان داریوش، شباهت‌های عمدی بین لشکرکشی مقدونیه و درگیری معاصر اروپا و عثمانی را ترسیم می‌کند. در سال ۱۵۲۹ (سال سفارش نقاشی) نیروهای عثمانی تحت فرمان سلیمان یکم شهر وین اتریش را محاصره کردند، وین در آن زمان پایتخت امپراتوری مقدس روم نیز بود و سلاطین آن را «سیب طلایی» نامیدند. سربازان اتریشی، آلمانی، چکی و اسپانیایی که برای دفاع از وین اعزام شده بودند، اگرچه از نظر تعداد بسیار کمتر بودند، توانستند دشمن را وادار به عقب‌نشینی کنند و پیشروی عثمانی‌ها را به سمت اروپای مرکزی متوقف کنند. با توجه به شباهت‌های آن به پیروزی اسکندر در ایسوس، احتمالاً تمثیل اصلی نقاشی از محاصره وین الهام گرفته شده‌است. برخی از منتقدان پا را فراتر می‌گذارند و اظهار می‌کنند که گنجاندن آناکرونیسم ممکن است یکی از عناصر کمیسیون آلتدورفر بوده باشد. راینهارت کوسلک، مورخ، در کتاب آینده‌های گذشته‌ دربارهٔ معناشناسی زمان تاریخی، به نحوه نمایش آلتدورفر از زمان به صورت فلسفی‌تر پرداخته‌است. پس از تفکیک بین ناهماهنگی سطحی موجود در اعداد تلفات ناشی از پرچم‌های ارتش و ناهماهنگی عمیق‌تری که در سند معاصر نقاشی وجود دارد، او اظهار می‌دارد که این نوع ناهماهنگی، یک همپوشانی از یک رویداد تاریخی دیگری است و بیشتر تأکید بر توجه به طبیعت بازگشتی تاریخی دارد. با ارجاع به کوسلک، کاتلین دیویس می‌گوید: "برای آلتدورفر، فرمانروایان ایرانی در قرن چهارم شبیه ترک‌های قرن شانزدهم به نظر می‌رسند، نه اینکه او از تفاوت‌ها آگاه نباشد، بلکه این تفاوت‌ها مهم نیستند… نبرد اسکندر، به عبارت دیگر، یک مثال از احساس بی‌زمانی و عدم آگاهی تاریخی از دیدگاه پیش‌مدرن را نمایان می‌کند… همپوشانی‌های تاریخی آلتدورفر یک دیدگاه فرجام‌شناسی از تاریخ را نشان می‌دهد، که قرن شانزدهم (و به تدریج قرن‌های هفدهم و هجدهم) به‌طور ثابت در یک زمان‌بندی ثابت محبوث شده‌اند که به شیوه پیش‌بینی‌کننده‌ای آینده را به عنوان تکراری از گذشته بیان می‌کند… در چنین نظامی هیچ رویدادی نمی‌تواند وجود داشته باشد: انتظار و رسیدن با هم در سیاهچاله تاریخ مقدس مکیده می‌شوند، که موقتی نیست زیرا زمان آن اساساً تمایز ناپذیر است…"

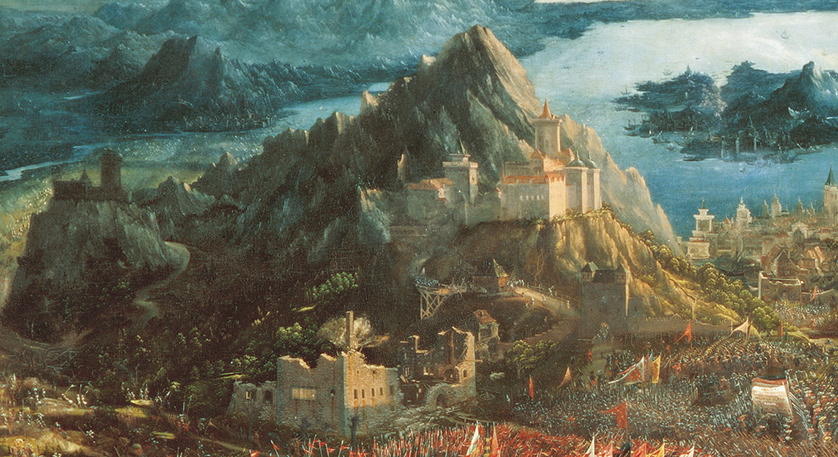
جزئیات کوه ساختگی در مرکز نقاشی

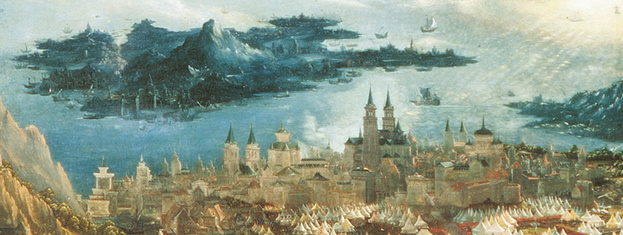
جزئیات جزیره بزرگ قبرس و احتمالاً شهر تارسوس

در کنار ناهماهنگی زمانی در نبرد اسکندر در ایسوس، کمبود واقع‌گرایی تاریخی نیز وجود دارد. آلتدورفر، با نادیده گرفتن صحت تاریخی نقاشی به خاطر سبک قهرمانانه‌اش، به رغم زحماتی که برای تحقیق در مورد نبرد کشیده‌ بود، کمترین تردید را در نقاشی نشان می‌دهد. واضح نیست که ارتش ایرانی‌ها دو برابر ارتش مقدونی‌ها بود و ترتیب نیروها و سربازان به‌طور نسبی که توسط منابع باستانی گزارش شده بود نادیده گرفته شده‌است. به گفتهٔ منتقد هنری روزماری هاگن: «هنرمند فقط زمانی به حقیقت تاریخی وفادار است که حقایق تاریخی با خواسته‌های ترکیب بندی او سازگار باشد.» هاگن همچنین به استقرار زنان در میدان نبرد اشاره می‌کند و آن را به «اشتیاق به ابتکار» آلتدورفر نسبت می‌دهد، زیرا همسر داریوش، مادر و دخترانش در انتظار بازگشت داریوش در اردوگاه بودند، نه در میان جنگ. با این حال، آلتدورفر به شکل واقعی، زنان اشرافی را با لباس‌های پردارشان «شبیه زنان درباری آلمانی نقاشی کرد که انگار برای یک مهمانی شکار لباس پوشیده‌اند».
نکتهٔ اصلی مرجع آلتدورفر در تحقیقاتش به‌احتمال زیاد کتاب «کرونیک نورنبرگ» هارتمن شدل بود. این کتاب یک تاریخ جهانی تصویری است که در سال ۱۹۴۳ در نورنبرگ منتشر شد. شدل پزشک، انسان‌دوست، تاریخ‌نگار و نقشه‌بردار بود و کتابش یکی از اولین کتاب‌هایی بود که که در چاپخانه تولید شده بود. با اتکای شدید بر کتاب مقدس، این کتاب هفت دورهٔ تاریخ انسان را از آفرینش تا تولد عیسی مسیح و به پایان رسیدن با آخرالزمان روایت می‌کند. آمار آلتدورفر برای نبرد ایسوس با آمار شدل هم‌راستا است. علاوه بر این، اشتباهات در نقشه‌های شدل از منطقه مدیترانه و شمال آفریقا نیز در نقاشی «نبرد اسکندر در ایسوس» حضور دارد: جزیره قبرس به‌طور قابل توجه‌ای بزرگتر از حد نرمال است و همچنین هر دو ارتفاع کوه در مرکز نقاشی و زنگ‌های مجاور به رود نیل وجود ندارند. از آنجا که کرونیکل تاریخ پیروزی اسکندر بر ایرانی‌ها را به صورت نزدیکی به تارسوس توصیف می‌کند و به‌طور کلی اشاره‌ای به ایسوس ندارد، احتمالاً منظرهٔ شهری در کنار دریا به عنوان شهر سابق نمایش داده شده‌است و نه شهر فعلی. در قرن شانزدهم، ایسوس کوچک و ناشناخته بود، در حالی که تارسوس به عنوان یکی از مراکز مهم یادگیری و فلسفه در زمان روم شهرت داشت. همچنین گفته می‌شود که تارسوس محل تولد پولس رسول است، که می‌تواند حضور برج‌های کلیسا را در تصویر آلتدورفر توجیه کند. منبع دیگر ممکن است نوشته‌های کینتوس کورتیوس روفوس، تاریخ‌نگار رومی قرن یکم میلادی باشد که اعداد مبالغه‌آمیزی را برای تعداد کشته‌شدگان و اسیرها و اندازه نیروهای نظامی ارائه داده بود.
آسمان، دارای اهمیت استعاری آشکار است و محور نمادگرایی نقاشی است. اسکندر که توسط مصریان و دیگران به عنوان خدای خورشید شناخته می‌شد، پیروزی خود را در پرتوهای خورشید می‌یابد و ایرانیان به تاریکی زیر هلال ماه که نمادی از خاور نزدیک است هدایت می‌شوند. با توجه به بافت معاصر نقاشی، پیروزی خورشید بر ماه نشان دهنده پیروزی مسیحیت بر اسلام گرایی عثمانی است. به نظر می‌رسد معنای فرجام‌شناسی، که احتمالاً از پیشگویی‌های کتاب دانیال الهام گرفته شده‌، در فضای بهشتی عجین شده‌است. به ویژه، دانیال ۷ که ظهور و سقوط چهار پادشاهی را قبل از ظهور دوم پیش‌بینی می‌کند. در زمان خلق این نقاشی تصور می‌شد که اینها بابل، ایران، یونان و روم باشند. آلتدورفر نبرد ایسوس را شاخص اصلی انتقال قدرت از ایران به یونان و در نتیجه رویدادی با اهمیت کیهانی می‌دانست. این نبرد همچنین پیشرفتی به سوی پایان جهان را نشان داد که یکی از دغدغه‌های مهم الهیات در قرن شانزدهم بود، با توجه به اینکه آخرین آثار و نشانه‌های روم با کاهش حاکمیت و قدرت پاپ در حال از بین رفتن بود. آلتدورفر به عنوان یکی از اعضای شورای رگنسبورگ و یک کاتولیک عملگرا، به‌طور مکرر با کلیسا تعامل داشت و قطعاً از این جریان و اندیشه‌های آخرالزمانی آگاه بود. همچنین، شدل نیز محاسبه کرده بود که عصر نهایی از هفت عصری که او شناسایی کرده بود، نزدیک است. از این رو، می‌توان نتیجه گرفت که بیان آسمانی رویداد بزرگ در ایسوس به منظور ارتباط با دوران معاصر نیز بوده‌است.

## میراث

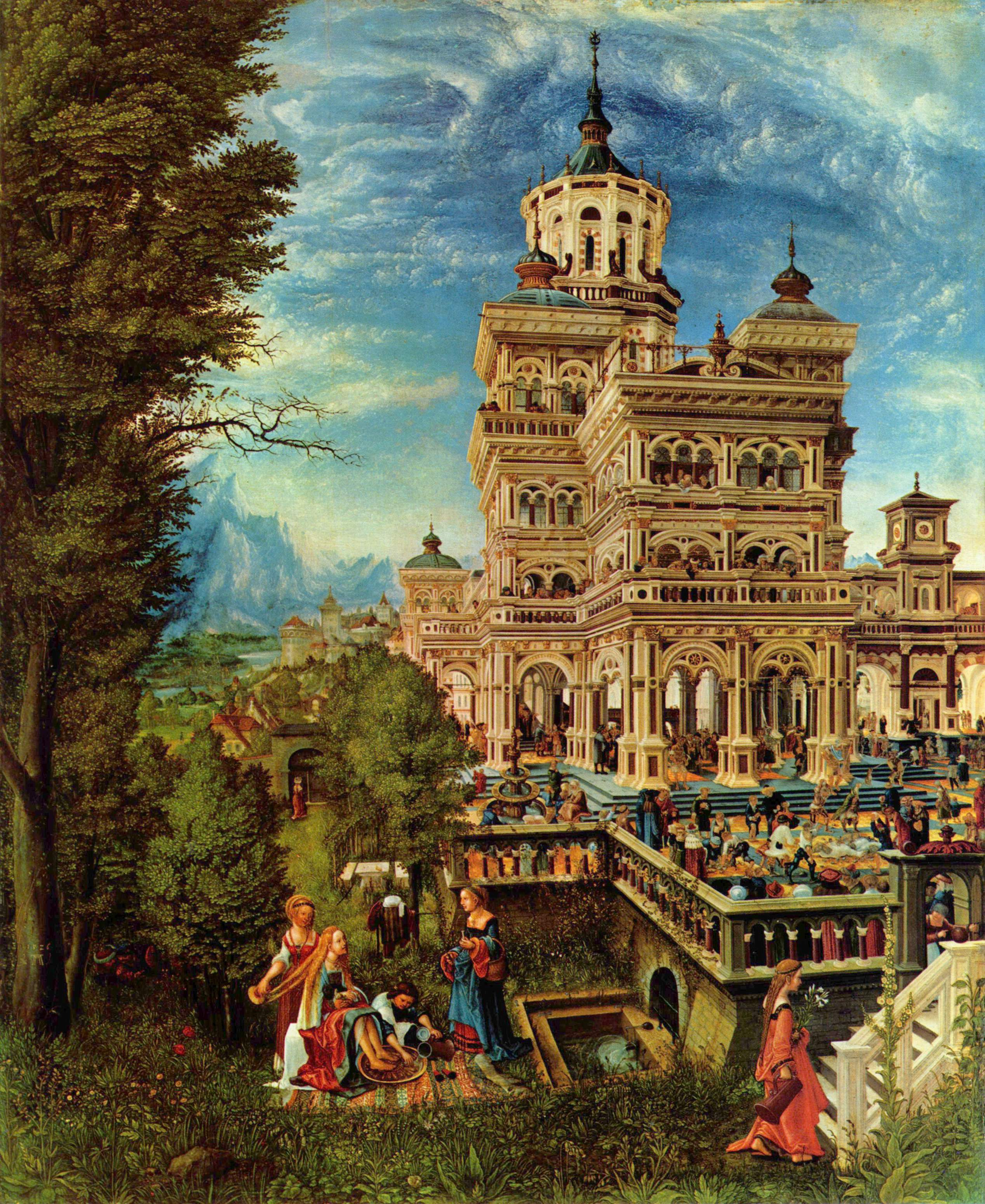
سوزانا و بزرگان (۱۵۲۶)، تنها نقاشی دیگر آلتدورفر در آلته پیناکوتک

در واقع، «نبرد اسکندر در ایسوس» سفری جذاب در طول تاریخ داشت. این اثر برای قرن‌های متمادی به عنوان دارایی ارزشمند دوک‌های باواریا باقی ماند و در اواخر قرن هجدهم در گالری‌های عمومی در کاخ شلایشیم به نمایش گذاشته شد. با این حال، در دوران پرفراز و نشیب دوران ناپلئون، این نقاشی در میان ۷۲ اثر هنری بود که در سال (۱۸۲۱–۱۷۶۹) توسط ارتش مهاجم ناپلئون اول به پاریس برده شد. ناپلئون از ستایشگران بزرگ اسکندر مقدونی بود و این نقاشی ابتدا در موزه لوور نگهداری می‌شد.
در سال ۱۸۰۴، ناپلئون پس از اینکه خود را امپراتور فرانسه اعلام کرد، این نقاشی را برای مجموعه شخصی خود دریافت کرد. تا سال ۱۸۱۴ که پروس‌ها قلعه سنت‌کلود را به عنوان بخشی از جنگ ائتلاف ششم تصرف کردند، در اختیار او باقی ماند. ظاهراً این نقاشی در آن زمان در حمام ناپلئون آویزان شده بود.
پس از شکست ناپلئون، «نبرد اسکندر در ایسوس» به همراه ۲۶ نقاشی دیگر از مجموعه، در سال ۱۸۱۶ به پادشاه باواریا بازگردانده شد. پنج نقاشی از مجموعه اولیه هشت تابلوی ویلیام چهارم، از جمله «نبرد اسکندر در ایسوس» بعدها از مجموعه سلطنتی به موزه هنر آلته پیناکوتک در مونیخ آلمان، منتقل شدند که اکنون در آنجا قرار دارند؛ سه تابلو دیگر نیز در موزه ملی هنرهای زیبا در استکهلم هستند که در جریان جنگ سی ساله (۱۶۴۸–۱۶۱۸) توسط ارتش سوئد غارت شده بودند. "سوزانا و بزرگان" تنها اثر دیگر آلتدورفر در آلته پیناکوتک است.

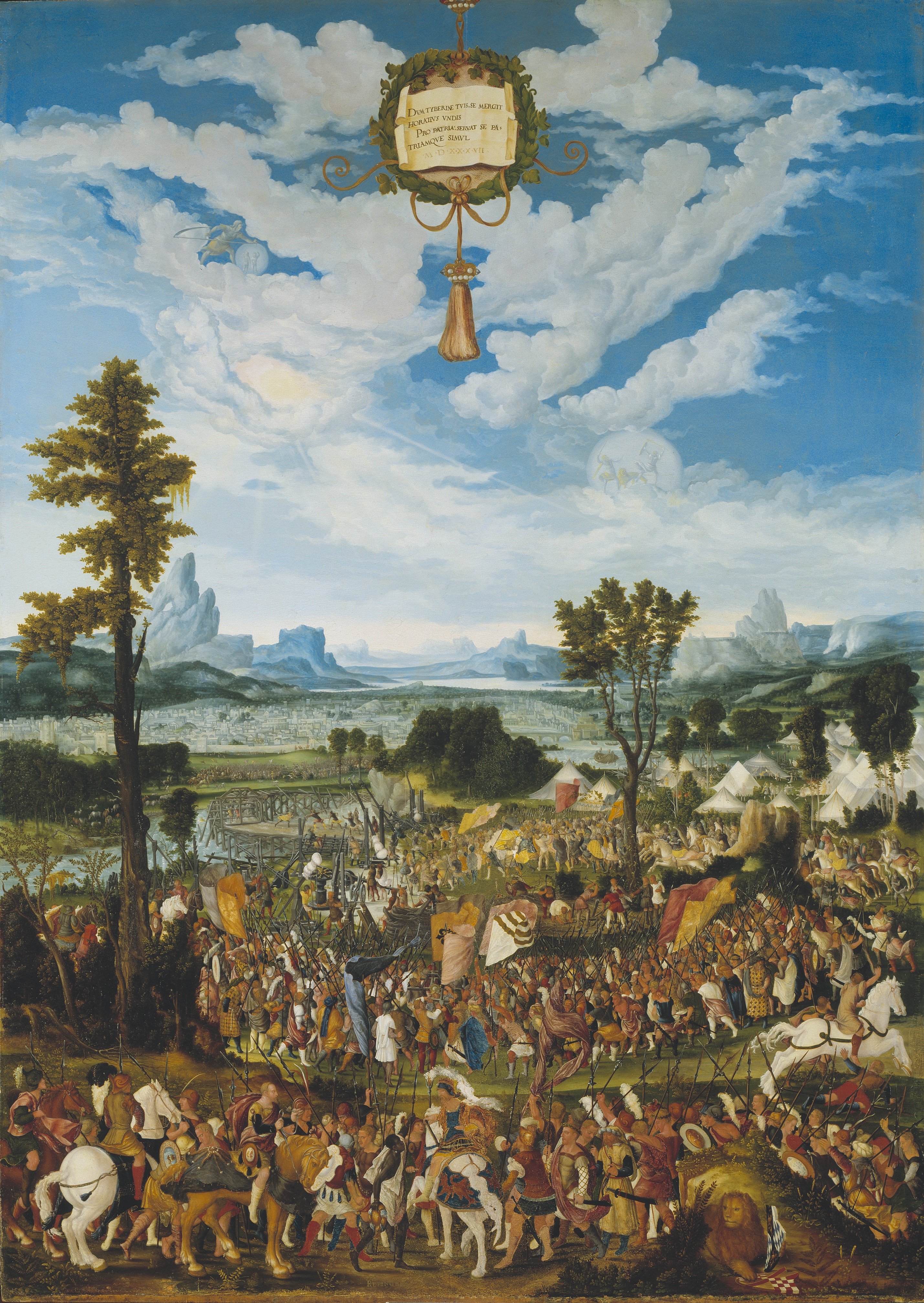
هوراتیوس کوکلس توقف ارتش پادشاه پورسنا در خارج از رم، توسط لودویگ رفینگر. از همان چرخه تاریخی که نبرد اسکندر در ایسوس به تصویر کشید استفاده شد.

از لحاظ زمینه‌ای، این نقاشی جنبش رنسانس شمالی را تشکیل می‌دهد که احیایی از انسان‌گرایی کلاسیک و فرهنگ در اروپای شمالی در طول قرن‌های ۱۵ و ۱۶ بود. رنسانس یک نوع جدید از فردگرایی اجتماعی را ایجاد کرد که آلتدورفر از طریق تأکید قهرمانانه بر اسکندر و داریوش آن را بیان کرد که در جزئیات مأموریت نقاشی و موضوعات قطعات همراه‌اش نیز برجسته می‌شود: «در دوران رنسانس، مردم دیگر خود را تنها به عنوان اعضای یک گروه اجتماعی، شهروندان یک شهر، یا گناهکارانی در نظر گرفتند که در نظر خداوند همه برابر هستند. آنها آگاه شده بودند که ویژگی‌های منحصر به فردی را که یک فرد را از دیگری متمایز می‌کند را می‌توانند مشاهده کنند. برخلاف دوران وسطی، رنسانس، فرد را جشن می‌گیرد. آلتدورفر ممکن است ردیف به ردیف از جنگجویان ظاهراً یکسان نقاشی کرده باشد، اما خود تماشاگران با اسکندر و داریوش همذات پنداری می‌کردند، شخصیت‌هایی که نام‌هایی داشتند و اهمیتشان با بند ایستاده‌ای که از تابلوی بالای سرشان آویزان بود نشان داده شده بود.»
آلتدورفر نه تنها پیشگام منظره‌نگاری بود، بلکه یک نماینده عملگرا از نخستین شکل‌های رمانتیسم و اکسپرسیونیسم نیز بود که تأثیر بسزایی بر هنر در قرن نوزدهم و بیستم گذاشت. کنت کلارک در مورد  آلتدورفر و هم‌عصرانش گرینوالد و بوش می‌نویسد: «آن‌ها هنرمندانی هستند که ما امروزه آن‌ها را ‘اکسپرسیونیست’ می‌نامیم، اصطلاحی که به اندازه‌ی آنچه به نظر می‌رسد بی‌ارزش نیست، زیرا در واقع، نمادهای اکسپرسیونیسم بسیار ثابت هستند و ما در آثار این نقاشان منظره‌ی اولیه‌ی قرن شانزدهم نه تنها همان روح بلکه همان شکل‌ها و انگیزه‌های نمادین را می‌یابیم که در آثار چنین اکسپرسیونیست‌های معاصری مانند  ون‌گوگ، ماکس ارنست، گراهام سادرلند و والت دیزنی تکرار می‌شود.» بر اساس  نقد هنری، پیا اف. کونئو: «ساختار منظره‌ی آلتدورفر در مقیاس کیهانی” در نبرد الکساندر در ایسوس، و “همبستگی‌های روحانی و زیبایی‌شناختی‌اش با رمانتیسم و هنر مدرن (به‌ویژه اکسپرسیونیسم آلمانی)"، "به طور ویژه مورد ستایش قرار گرفته‌اند.»
نبرد اسکندر در ایسوس، معمولاً به عنوان شاهکار آلتدورفر در نظر گرفته می‌شود. کونئو بیان می‌کند که این نقاشی معمولاً «در انزوای باشکوه از پانزده قطعه دیگر همراهش در نظر گرفته می‌شود، بر اساس این فرضیه که تابلو به صورت مجازی نمایندهٔ کل سیکل‌هاست، یا این که ظاهر زیبای آن مستحق تمرکز انحصاری است». نویسنده آلمانی کارل ویلهلم فردریش شلگل (۱۷۷۲–۱۸۲۹) از جمله افرادی بود که این تابلو را در موزه لوور دید و تحسین کرد و آن را «یک ایلیاد رنگارنگ کوچک» خواند. راینهارت کوسلک اظهار می‌کند که تصویر آلتدورفر از هزاران سرباز با «تسلطی که قبلاً ناشناخته بود» اجرا شد، و کاتلین دیویس این نقاشی را «دوران‌ساز به تمام معنا» توصیف می‌کند.

## نگارخانه
- جزئیاتی که شوالیه‌های اسکندر را در حال حرکت به سمت شرق نشان می‌دهد
- جزئیات هلال ماه
- جزئیات برج بابل
- جزئیات کتیبه

## یادداشت
1. ↑  Nabarsanes
2. ↑  The Art Bulletin
3. ↑  Matthias Grünewald
4. ↑  Horst W. Janson
5. ↑  Isenheim Altarpiece
6. ↑  Lucas Cranach the Elder
7. ↑  Danube school
8. ↑  Lusthaus
9. ↑  Hans Burgkmair
10. ↑  Philoxenus of Eretria
11. ↑  Johannes Aventinus
12. ↑  Koselleck
13. ↑  Kathleen Davis
14. ↑  Schedelsche Weltchronik
15. ↑  Hartmann Schedel
16. ↑  Schleissheim Palace
17. ↑  Pia F. Cuneo
18. ↑  Karl Wilhelm Friedrich Schlegel
19. ↑  Reinhart Koselleck
20. ↑  Kathleen Davis